# Bürgerpark Oberföhring

Eingang und typische Baracke

Der Bürgerpark Oberföhring ist ein kulturellen Zwecken dienendes Gelände im Stadtteil Oberföhring in München. Mit Unterstützung des Kulturreferates der Stadt steht es einer Reihe von Vereinen zur Verfügung. Das parkähnliche Gelände an der Oberföhringer Straße 156 ist in lockerer Bauweise mit Baracken bebaut, die vormals das Städtische Krankenhaus Oberföhring beherbergten.

## Kulturelle und soziale Institutionen

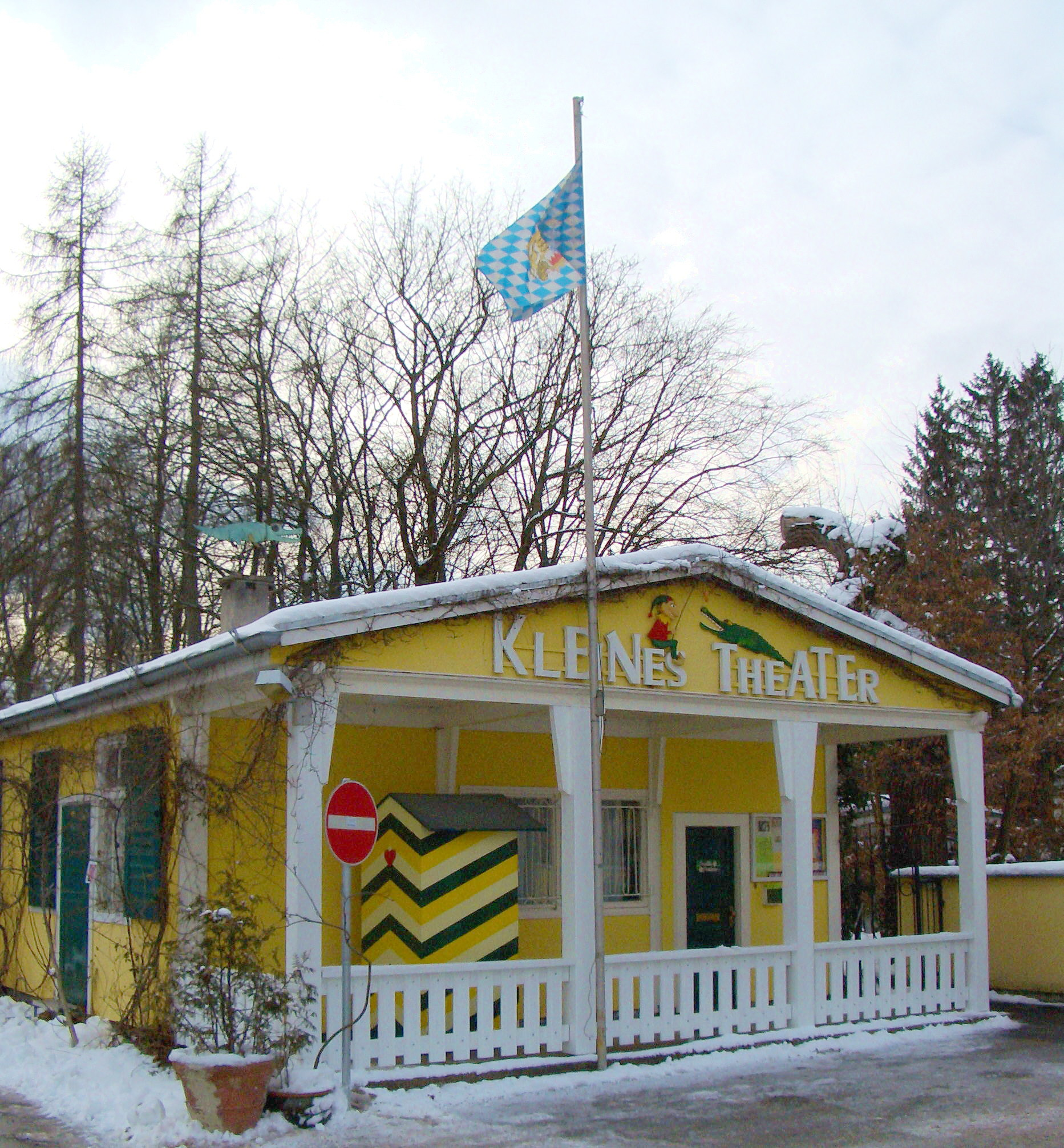
Puppentheater im ehemaligen Pförtnerhaus

Die meisten Institutionen im Bürgerpark sind in der Vereinsgemeinschaft 29 e. V. zusammengeschlossen; unter anderem ein Kindertheater, mehrere Trachtenvereine, ein Musikverein, ein Tanzverein, ein Faschingsverein, ein Schützenverein und der Oberföhringer Ortsverband der Deutschen Lebensrettungsgesellschaft. Auf dem Gelände ist außerdem eine Künstlervereinigung beheimatet, die auch eine Galerie betreibt. Der Musikclub Kafe Kult bietet seit 1999 Konzertveranstaltungen an und übernahm damit die Nachfolge der Kulturstation des Kreisjugendrings München-Stadt, die dort von 1989 bis 1995 bestand. In einem Montessori-Kindergarten werden um die 38 Kinder betreut. Ein Puppentheater, das kleine Theater im Pförtnerhaus gehört zu den ursprünglichen Mitgründern.
Derzeit nutzen insgesamt 17 Vereine und Gruppierungen die 6.500 Quadratmeter Gebäudefläche im 5,7 Hektar großen Park.

## Geschichte
Das Gelände einer 1898 gegründeten und bis 1920 betriebenen Ziegelei wurde 1939/1940 seinem Besitzer für 3 bzw. 4 Reichsmark/m² zugunsten der Wehrmacht abgekauft. Sie errichtete darauf ein Luftwaffenlazarett mit 300 Betten in 27 Baracken. Im weiteren Verlauf des Krieges wurden 1942 ein Luftschutzbunker und ein unterirdischer Operationssaal hinzugefügt. Bei Kriegsende war es wegen Bombenschäden an allen anderen Einrichtungen das einzige vollständig betriebsfähige Krankenhaus in München. Nach dem Zweiten Weltkrieg wurde es zunächst auf amerikanische Anweisung als Ausweichkrankenhaus weitergeführt und Ende 1945 als Städtisches Krankenhaus Oberföhring der Stadt München übergeben. Es bestand mit zuletzt 228 Betten unter der ärztlichen Leitung von Karl Dietrich Hepp und Simon Snopkowski bis zur Eröffnung des Klinikums Bogenhausen im Jahr 1983.
Zur Finanzierung des Krankenhausneubaus sollte das Grundstück des Lazaretts verkauft werden. Die Stadt erhoffte sich Erlöse von rund 30 bis 40 Millionen Mark und war mit der Schörghuber Unternehmensgruppe im Gespräch. Dagegen wandten sich örtliche Vereine, die den Mangel an Vereinsräumen und einem Bürgerhaus im Stadtviertel geltend machten und in die Baracken einziehen wollten. Im Juni 1984 kam es zu einer Hausbesetzung von zwei Bauten durch die Vereine. Im März 1984 war der einzige CSU-Oberbürgermeister Erich Kiesl abgewählt worden und Georg Kronawitter, SPD wieder ins Rathaus eingezogen. Er entschied auf Initiative von Stadträten aus dem Münchner Nordosten, dass zunächst zwölf Baracken stehen bleiben und solange den Vereinen des Viertels zur Verfügung stehen sollten, bis eine Nachnutzung des Grundstücks entschieden sei. 
Aus dieser Übergangslösung wurde ein lange dauerndes Provisorium. Sowohl die Baracken als auch die Infrastruktur sind weit jenseits ihrer vorgesehenen Lebensdauer. Eine Sanierung des Gebäudebestands ist nicht sinnvoll, für Abriss und Neubau fehlen die Mittel. 2014 wurden Planungen eines Kulturbürgerhauses für den Münchner Nordosten vorgestellt, ob und wie es den Bürgerpark ersetzen kann, ist offen. Der Baubeginn ist nicht vor 2017 möglich.

## Belege
1. ↑  Kasperltheater: Kleines Theater im Pförtnerhaus. Abgerufen am 16. November 2021.
2. ↑  Süddeutsche Zeitung: Echt Kult, 17. Mai 2010
3. ↑  Internationales Montessori-Zentrum München: Montessori Kindergarten
4. ↑  NordOstKultur-München: Bürgerpark Oberföhring, abgerufen am 14. Februar 2009.
5. ↑  089.com: Zukunft des Bürgerparks Oberföhring mittelfristig gesichert (Memento vom 20. Juli 2012 im Internet Archive)
6. ↑  Nordostkultur e. V.: Bürgerpark Oberföhring, zuletzt bearbeitet März 2012
7. ↑  Süddeutsche Zeitung: Ein Haus von und für Bürger, 24. Februar 2014, S. R9.

Koordinaten: 48° 9′ 57″ N, 11° 37′ 24″ O